# Juan del Campo (esquiador)
Juan del Campo, nacido el 28 de junio de 1994, es un esquiador español. 
En categorías inferiores ha logrado varias victorias y podios en Super Gigante, en Eslalon Gigante y en Eslalon, sobre todo en estas dos últimas.

## Trayectoria
Ha sido 4 veces podio en los Campeonatos de España, siendo Campeón de España 1 vez de Super Gigante en 2015 y 1 vez de Eslalon en 2016.
Recientemente ha logrado meterse en el top 5 de los mundiales de Saalbach 2025, asentándose como una de las grandes apuestas del equipo español de cara a Cortina 2026.
Ha participado 1 vez en los Mundiales (en St. Moritz 2017).
En la Copa del Mundo, su mejor participación fue en el Eslalon de Kitzbühel, el 22 de enero de 2017, no clasificándose para la 2.ª manga al quedar 33.º en la 1.ª manga, a sólo 19 centésimas de clasificarse para la 2.ª manga. En Copa de Europa ha logrado puntuar en varias pruebas, y su mejor resultado es el 9.º puesto en el Eslalon Paralelo de Kronplatz (Italia) el 17 de diciembre de 2016. En categorías FIS ya ha logrado varias victorias y puntos, mejorando ostensiblemente su calificación FIS, con lo que ya opta seriamente a disputar más pruebas de Copa del Mundo y de Copa de Europa.

## Palmarés

### Juegos Olímpicos
- 1 participaciones (Gigante)
- Mejor resultado: Segunda manga

### Mundiales
- 1 participación (2 pruebas)
- Mejor resultado: 35.º en el Eslalon Gigante de St. Moritz 2017

### Copa del Mundo
- 2 participaciones (4 pruebas)
- Mejor clasificación General: No disputó ninguna
- Mejor clasificación General Especialidad: No disputó ninguna